# Александров, Денис Олегович
Денис Олегович Александров (укр. Денис Олегович Александров; 5 мая 1992, Одесса, Украина) — украинский футболист, нападающий.

## Игровая карьера
Воспитанник одесской ДЮСШ-11. Первый тренер — Иван Мацанский.
С июня 2010 года был игроком «Черноморца». В сезоне 2010/11 сыграл за 20 матчей за «Черноморец-2» во второй лиге. После окончания сезона эта команда была расформирована из-за перехода «моряков» в Премьер-лигу, где имелось молодёжное первенство. Следующие два сезона Денис провёл в молодёжной команде, где сыграл 52 матча, забил 7 голов.
5 августа 2013 года было объявлено, что Денис на правах аренды перешёл в белорусский клуб «Славия-Мозырь». Контракт был заключён до 31 декабря 2013 года. Свой первый матч в высшем дивизионе чемпионата Белоруссии Денис провёл 3 августа 2013 года против жодинского «Торпедо-БелАЗ». Александров вышел на поле на 82-й минуте вместо Игоря Кострова. Матч закончился победой мозырьцев со счётом 1:0.
В апреле 2014 года перешёл в украинский клуб первой лиги МФК «Николаев».
В августе 2014 года перешёл в украинский клуб первой лиги «Горняк-Спорт». В 14-м туре отличился двумя голами и тремя результативными передачами, попал в символическую сборную тура. В июне 2015 года покинул расположение клуба.